# Pampuch
Pampuch je česká počítačová hra z roku 1994. Hra vychází ze hry pro počítače PMD 85, která se jmenuje Ducha a Pampuch. Pro platformu Windows hru v roce 1994 vydala společnost ZONER software, hra je distribuována jako freeware. Pampuch je inspirován slavnou videohrou Pac-Man, zde jsou však nepřátelé nezničitelní a pohybují se odrazem od hran bludiště. Hra obsahuje 10 levelů, po jejich dokončení hráč začíná zase od prvního.